# ECOIND
Institutul Național de Cercetare-Dezvoltare pentru Ecologie Industrială – (INCD ECOIND) este un institut național de cercetare de mediu din România, în proprietatea statului, extrabugetar, finanțat prin competiție/licitație din fonduri publice pe proiecte din programe naționale și internaționale și prin contracte directe cu companii publice și private, interne și externe.
În domeniul de activitate al companiei ECOIND se înscriu următoarele activități: control poluare, evaluare poluare, tehnologii de mediu, management de mediu și calitate.
A fost înființat în anul 1978, la inițiativa Ministerului Industriei Chimice, sub numele de Institutul de Cercetare-Proiectare pentru Epurarea Apelor Reziduale (ICPEAR).
În anul 1991, sectorul de proiectare al institutului s-a transformat în societatea comercială IPROMED SA'.
Sectorul de cercetare a funcționat sub denumirea de ICPEAR până în 1999 când s-a transformat prin acreditare în Institutul Național de Cercetare-Dezvoltare pentru Ecologie Industrială – INCD ECOIND sub autoritatea Ministerului Industriei și Resurselor (Ministerul Economiei).
În anul 2005, cifra de afaceri a ECOIND s-a ridicat la 1,5 milioane de euro, cu un profit net de aproximativ 70.000 de euro.